# Raju Narisetti
Raju Narisetti (nacido el 26 de junio de 1966), un veterano ejecutivo de medios y periodista, se unió a la Junta Directiva de la Fundación Wikimedia en octubre de 2017. Es el fundador de Mint (livemint.com), la segunda publicación de noticias empresariales más grande de la India. Narisetti es actualmente director ejecutivo de Gizmodo Media Group de Univision Communications Inc, editor de Gizmodo, Jezebel, Lifehacker, y The Root. En febrero de 2020, Narisetti fue contratada como directora editorial global en McKinsey & Company.

## Primeros años y carrera
Narisetti tiene una licenciatura en arte (economía) de la Universidad de Osmania, India, una maestría en administración de empresas de IRMA, India y una maestría en artes de la Universidad de Indiana, Estados Unidos. Narisetti comenzó su carrera como periodista en The Economic Times en India y su carrera en Estados Unidos en The Dayton Daily News. En 2007, como editor fundador, Narisetti ayudó a lanzar Mint, un periódico de negocios en la India que pertenece a HT Media Ltd, que también es el editor de Hindustan Times. En 2007, Narisetti fue nombrada Joven Líder Global por el Foro Económico Mundial en 2007.
Hasta 2012, trabajó como editor gerente de The Washington Post y se reincorporó The Wall Street Journal en febrero de 2012.